# Georg Friedrich von Jäger
Georg Friedrich Jäger, från 1850 von Jäger, född den 25 december 1785 i Stuttgart, död den 10 september 1866 i Stuttgart, var en tysk läkare och paleontolog.
Auktorsnamnet Jaeger kan användas för Georg Friedrich von Jäger i samband med ett vetenskapligt namn inom botaniken; se Wikipediaartiklar som länkar till auktorsnamnet.